# Linda Hardy
Linda Hardy (Nantes, França, 11 de outubro de 1973) é uma modelo e atriz francesa.

## Vida
Linda Hardy ganhou o título de Miss França em 1992, e depois representou seu país nas eleições de Miss Universo e Miss Mundo. Ela então embarcou em uma carreira no cinema francês, começando com o filme de 1999, Recto / Verso, seguido por seu papel como Charlotte na série de televisão H. Seu papel mais conhecido foi no filme de ficção científica Immortal - New York 2095: The Return The Gods (2004) como Jill Bioskop.
Em 2019, ela participou da décima temporada do show de dança francês Danse avec les stars. 